# Curtiss JN-4
Curtiss JN-4 (znany również jako Curtiss Jenny) – dwupłatowy samolot treningowy i bojowy produkowany podczas I wojny światowej przez firmę Curtiss z Hammondsport w Nowym Jorku, później Curtiss Aeroplane and Motor Company. Firma połączyła w nim najlepsze cechy modeli J i N, i w 1915 r. zaczęła produkować nowy samolot o oznaczeniu JN czyli „Jenny”. Samolot ten odznaczał się dobrą zwrotnością i posiadał miejsce dla dwóch pilotów. Wyprodukowano ok. 6813 samolotów tego typu w różnych wersjach i po zakończeniu I wojny światowej setki tych maszyn sprzedano dla lotnictwa cywilnego, gdzie używano ich aż do 1930 roku. 
Obecnie w Polsce latają dwie repliki tego samolotu o nr rej. SP-SHUF i SP-SWAR.

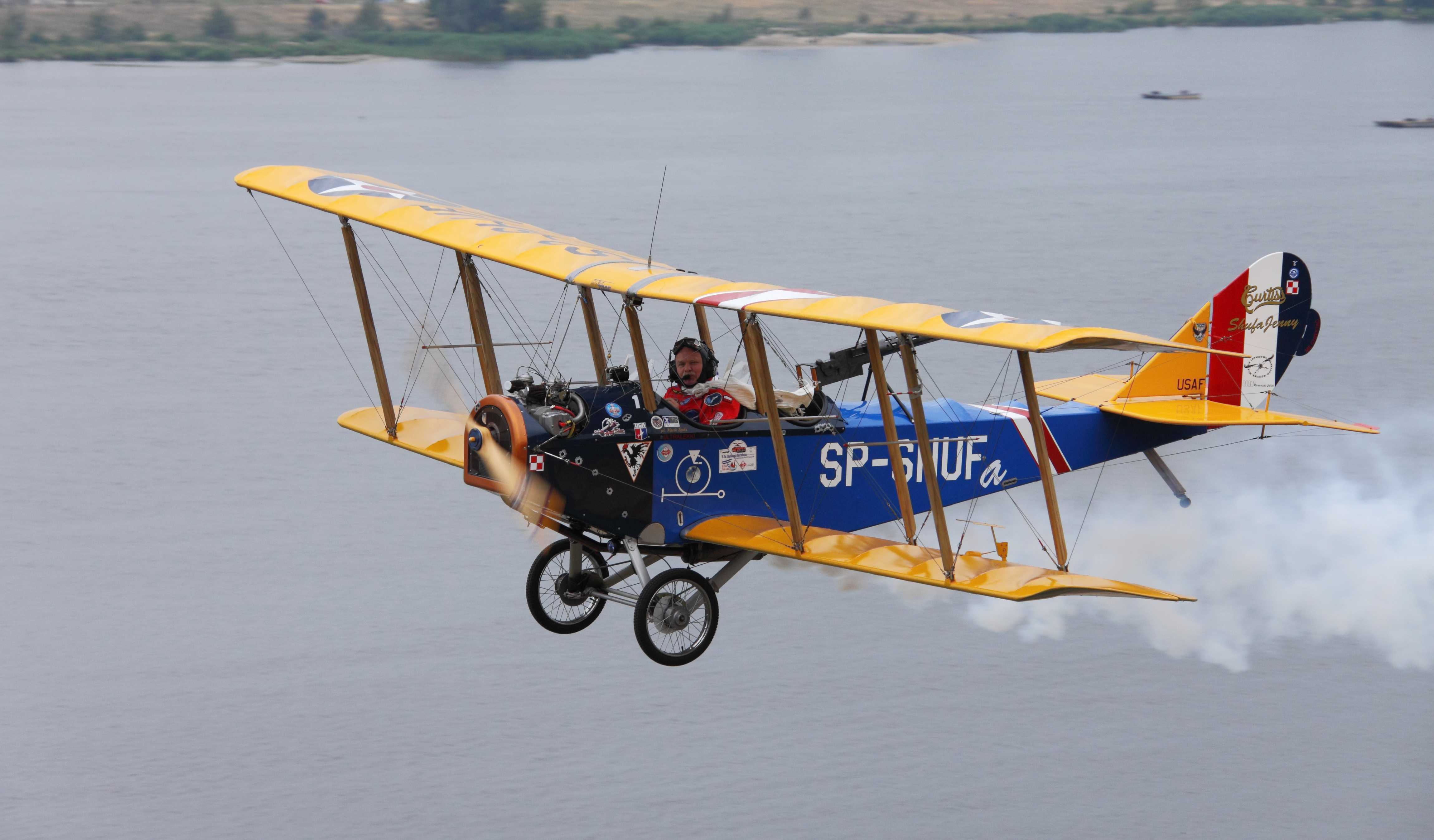
Replika Curtiss Jenny Marka Szufy na pokazach w Płocku

## Użytkownicy wojskowi
- Australia – Royal Australian Air Force
- Kanada
- Wielka Brytania – Royal Flying Corps i Royal Naval Air Service
- Stany Zjednoczone

## Użytkownicy cywilni
- Kanada - Canadian Airways